# Ceuthoecetes
A Ceuthoecetes az állkapcsilábas rákok (Maxillopoda) osztályának a Siphonostomatoida rendjébe, ezen belül a Dirivultidae családjába tartozó nem.

## Rendszerezés
A nembe az alábbi 4 faj tartozik:
- Ceuthoecetes acanthothrix Humes, 1987
- Ceuthoecetes aliger Humes, 1980 - típusfaj
- Ceuthoecetes cristatus Humes, 1987
- Ceuthoecetes introversus Humes, 1987